# Bahnstrecke Alcantara–Randazzo
| ehemaliger Bahnhof Randazzo |                      |                                      |                          |
| |                      |                                      |                          |
| Streckenlänge: | 37 km                |                                      |                          |
| Spurweite: | 1435 mm (Normalspur) |                                      |                          |
| |                      |                                      |                          |
| \| \| \| Bahnstrecke von Messina \| \| \| \| 0,000 \| Alcantara \| 3 m s.l.m. \| \| \| \| Bahnstrecke nach Syrakus \| \| \| \| 5,7 \| Gaggi \| 120 m s.l.m. \| \| \| \| \| \| \| \| \| \| \| \| \| 7,7 \| Graniti \| 150 m s.l.m. \| \| \| \| \| \| \| \| \| Gole Alcantara \| \| \| \| 12,8 \| Motta Camastra \| 250 m s.l.m. \| \| \| \| \| \| \| \| \| \| \| \| \| 17,5 \| Francavilla di Sicilia \| 330 m s.l.m. \| \| \| \| Alcantara \| \| \| \| 22,1 \| Castiglione di Sicilia \| 500 m s.l.m. \| \| \| \| Alcantara \| \| \| \| 26,7 \| Mojo Alcantara-Malvagna \| 535 m s.l.m. \| \| \| \| Alcantara \| \| \| \| 31,5 \| San Teodoro \| 638 m s.l.m. \| \| \| 37,0 \| Randazzo (FS) ehem. Übergang zur FCE \| 765 m s.l.m. \| |                      |                                      |                          |
| Strecke |                      | Bahnstrecke von Messina              | Bahnstrecke von Messina  |
| Bahnhof | 0,000                | Alcantara                            | 3 m s.l.m.               |
| Abzweig ehemals geradeaus und nach links |                      | Bahnstrecke nach Syrakus             | Bahnstrecke nach Syrakus |
| Haltepunkt / Haltestelle (Strecke außer Betrieb) | 5,7                  | Gaggi                                | 120 m s.l.m.             |
| Brücke (Strecke außer Betrieb) |                      |                                      |                          |
| Tunnel (Strecke außer Betrieb) |                      |                                      |                          |
| Haltepunkt / Haltestelle (Strecke außer Betrieb) | 7,7                  | Graniti                              | 150 m s.l.m.             |
| Tunnel (Strecke außer Betrieb) |                      |                                      |                          |
| Haltepunkt / Haltestelle (Strecke außer Betrieb) |                      | Gole Alcantara                       | Gole Alcantara           |
| Haltepunkt / Haltestelle (Strecke außer Betrieb) | 12,8                 | Motta Camastra                       | 250 m s.l.m.             |
| Tunnel (Strecke außer Betrieb) |                      |                                      |                          |
| Brücke (Strecke außer Betrieb) |                      |                                      |                          |
| Bahnhof (Strecke außer Betrieb) | 17,5                 | Francavilla di Sicilia               | 330 m s.l.m.             |
| Brücke über Wasserlauf (Strecke außer Betrieb) |                      | Alcantara                            | Alcantara                |
| Haltepunkt / Haltestelle (Strecke außer Betrieb) | 22,1                 | Castiglione di Sicilia               | 500 m s.l.m.             |
| Brücke über Wasserlauf (Strecke außer Betrieb) |                      | Alcantara                            | Alcantara                |
| Haltepunkt / Haltestelle (Strecke außer Betrieb) | 26,7                 | Mojo Alcantara-Malvagna              | 535 m s.l.m.             |
| Brücke über Wasserlauf (Strecke außer Betrieb) |                      | Alcantara                            | Alcantara                |
| Haltepunkt / Haltestelle (Strecke außer Betrieb) | 31,5                 | San Teodoro                          | 638 m s.l.m.             |
| Kopfbahnhof Streckenende (Strecke außer Betrieb) | 37,0                 | Randazzo (FS) ehem. Übergang zur FCE | 765 m s.l.m.             |

Die Bahnstrecke Alcantara–Randazzo ist eine ehemalige Bahnstrecke auf Sizilien in Italien.

## Geschichte
| Eröffnungsdatum | Streckenabschnitt  |
| --------------- | ------------------ |
| 31. Mai 1959    | Alcantara–Randazzo |

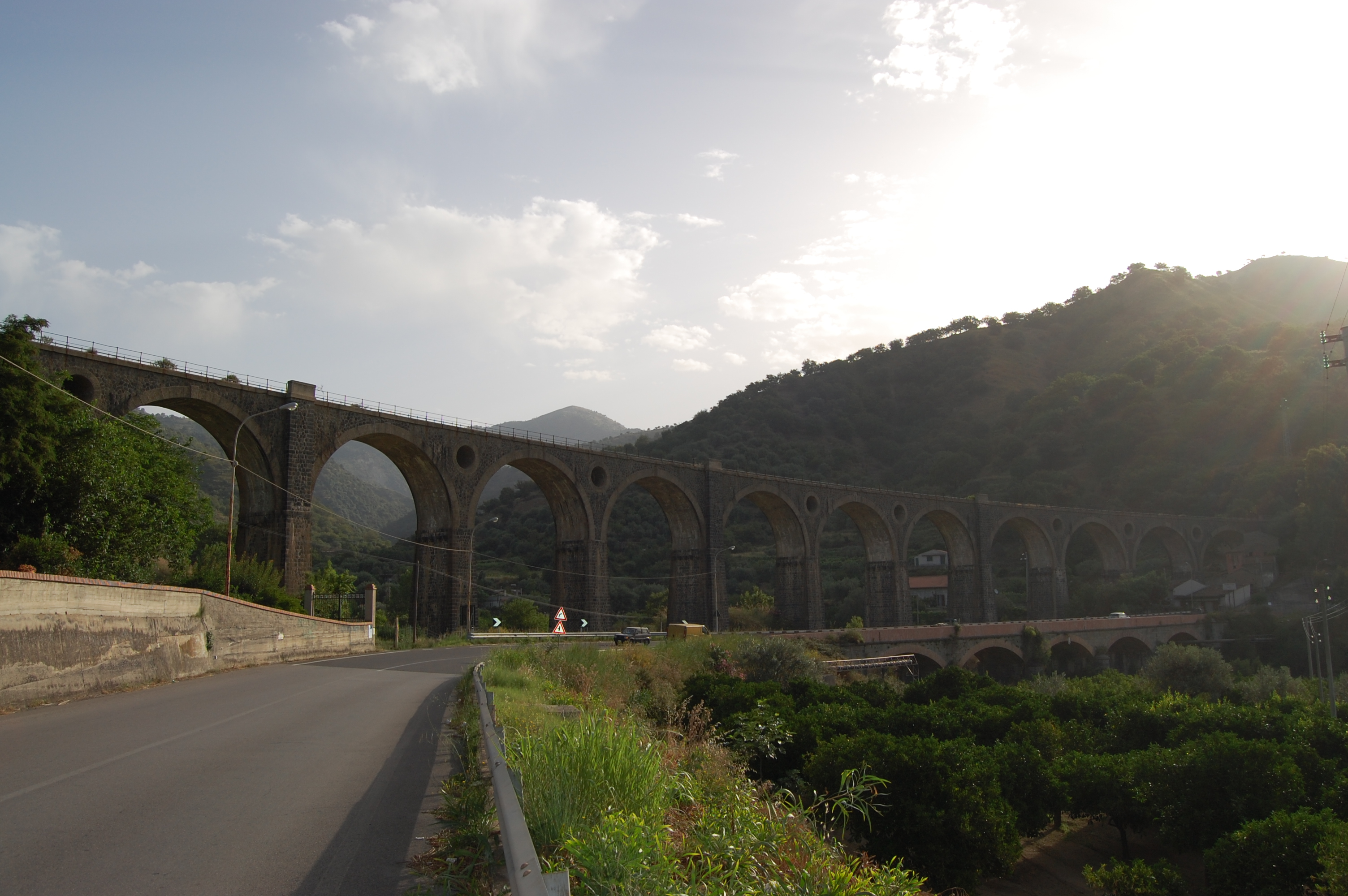
Bogenbrücke bei Motta Camastra

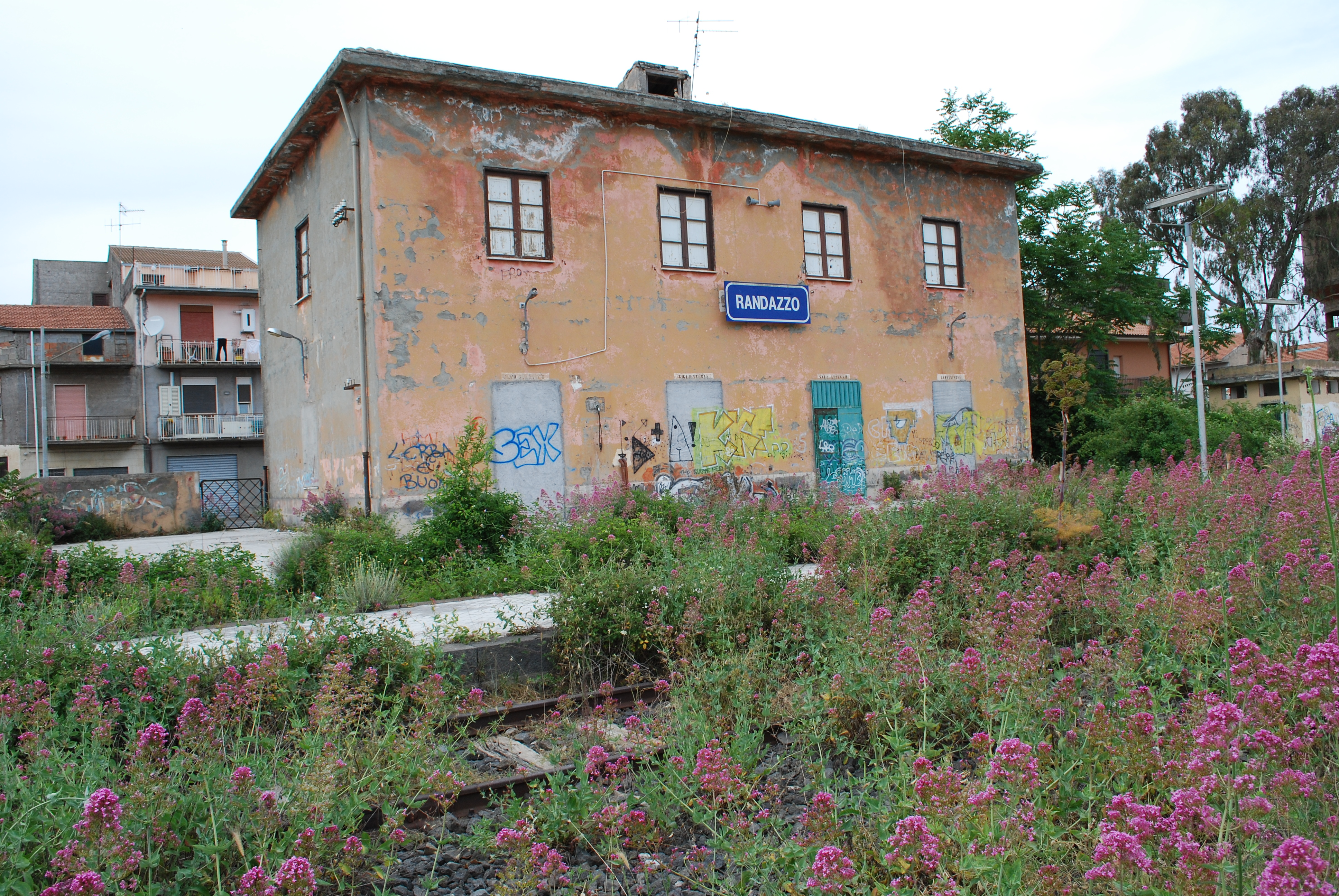
Empfangsgebäude des alten Staatsbahnhofs Randazzo

Bereits Ende des 19. Jahrhunderts wurden Überlegungen laut, eine Eisenbahnstrecke durch das Alcantara-Tal zu errichten. Die Provinzregierung Messinas plante 1873 den Bau einer Bahnstrecke von Giardini nach Leonforte, um das Hinterland Siziliens besser an den Hafen Messinas anzuschließen.
1928 begannen die Bauarbeiten der Bahnstrecke zwischen dem Bahnhof Alcantara und Randazzo, die jedoch einige Jahre später wieder zum Erliegen kamen. Die Weltwirtschaftskrise und schließlich der Zweite Weltkrieg verhinderten zunächst einen Weiterbau.
Nach dem Krieg wurden die Bautätigkeiten wieder aufgenommen. Am 31. Mai 1959 wurde die Bahnlinie feierlich eröffnet. Der Verkehr auf der Linie entwickelte sich enttäuschend, bereits sechs Monate nach der Eröffnung wurden Stimmen laut, die eine Stilllegung der Strecke forderten. Grund für die bescheidene Nachfrage dürfte unter anderem die geringe Geschwindigkeit gewesen sein: Im Fahrplan 1959 war für die 43 Kilometer von Taormina Giardini nach Randazzo eine Fahrzeit von mehr als einer Stunde vorgesehen.
Ein schwerer Ausbruch des Ätna am 18. März 1981 unterbrach die Bahnstrecke zwischen Randazzo und Mojo Alcantara. Hier wurde für längere Zeit ein Ersatzverkehr mit Bussen eingerichtet. Erst 1983 konnte der Betrieb nach Randazzo wieder aufgenommen werden.
1994 wurde die gesamte Strecke wegen Sanierungsarbeiten gesperrt, hierbei wurde alle Bahnübergänge automatisiert, alle Weichen auf den Zwischenbahnhöfen ausgebaut – die zu Haltepunkten zurückgestuft wurden – und alle Lichtsignale entfernt. Ferner wurde der neue Haltepunkt Gole Alcantara, direkt am bekannten Ausflugsziel, gebaut. Der Zugbetrieb wurde jedoch bis auf wenige Sonderzüge nicht wieder aufgenommen.
Die komplette Betriebseinstellung erfolgte am 1. August 2002. Das Gesetz Nr. 128 vom 9. August 2017 erklärte die Strecke zu einer Bahnstrecke von nationalem touristischen Interesse, was deren Erhalt zu einem öffentlichen Interesse macht. Das Gesetz Nr. 128 vom 9. August 2017 stellt die Ertüchtigung zur Wiederaufnahme des Betriebs allerdings unter einen Finanzierungsvorbehalt.

## Streckenbeschreibung
Die eingleisige und normalspurige Strecke biegt hinter dem Bahnhof Alcantara von der Hauptstrecke Messina–Syrakus ab und folgt auf mehreren Viadukten und Tunneln weitestgehend dem Straßenverlauf der Staatsstraße 185. Hinter Francavilla di Sicilia, sowie vor und hinter Moio Alcantara überquert die Trasse zweimal den Fluss Alcantara. Vor Randazzo führt die Strecke parallel zur Ferrovia Circumetnea und endet nordwestlich des FCE-Bahnhofs.